# Ахматовы дети
Ахматовы дети — принятое в русских летописях, а вслед за ними и в русской историографии собирательное наименование детей Ахмата, хана Большой орды, убитого в 1481 году, вскоре после неудачного похода на Русь, завершившегося стоянием на Угре.
Из выживших после гибели Ахмат-хана сыновей борьбу за наследство продолжили три его сына Муртаза, Сайид-Ахмад и Шейх-Ахмед. Они уже не обладали такой властью, как их отец, но могли собрать достаточное число сторонников и союзников, что позволяло им оставаться на политической арене ещё около 50 лет. Все трое объявили себя ханами, однако активной борьбы друг с другом не вели, а порой и консолидировались в борьбе против Крымского ханства. Кроме трех братьев, игравших ведущую роль в степи, действовали и другие сыновья Ахмата, которые обычно самостоятельной политики не вели: Музаффар, Хаджи-Ахмад, Бахадур-султан, Джанай.